# Universidad de Friburgo (Suiza)
La Universidad de Friburgo (en alemán Universität Freiburg, en francés Université de Fribourg, en latín Universitas Friburgensis) fue fundada en 1889 en la ciudad homónima. Es la sexta universidad de Suiza por número de estudiantes y la única universidad del país oficialmente bilingüe.

## Facultades
La universidad cuenta con cinco facultades: teología católica, derecho, ciencias económicas y sociales, filosofía (también llamada letras) y ciencias.
- La facultad de ciencias con casi 2000[1] estudiantes es la segunda facultad de la universidad. Propone programas en: biología, bioquímica, ciencias biomédicas, ciencias del medio ambiente, deporte, farmacia, física, geología, geografía, informática, matemáticas, medicina y odontología, neurociencias y química.
- La facultad de ciencias económicas y sociales con 1800[1] estudiantes es la tercera facultad. Consta de cuatro departamentos: administración, economía, informática y medios y ciencias de la comunicación.
- La facultad de derecho es la cuarta facultad con 1600[1] estudiantes. Los programas incluyen: derecho suizo y derecho internacional (incluido el derecho europeo).
- La facultad de filosofía es la más grande de todas con aproximadamente 4350[1] estudiantes. La facultad incluye programas en: filosofía, ciencias históricas, lenguas, literatura, pedagogía, psicología o ciencias sociales.
- La facultad de teología con 340[1] estudiantes es la más pequeña de la universidad, es sin embargo la más grande de Suiza y junto con la de Lucerna, la única facultad de teología católica del país.

## Estudiantes célebres
- Joseph Bech (1887–1975), presidente del gobierno de Luxemburgo.
- Józef Maria Bocheński, filósofo.
- Jean Bourgknecht (1902–1964), consejero federal.
- Corina Casanova (* 1956), canciller federal.
- Enrico Celio (1889–1980), consejero federal.
- Flavio Cotti (* 1939), consejero federal.
- Georges Marie Martin Cottier (* 1922), teólogo, cardenal desde 2003.
- Mary Daly (1928–2010), feminista estadounidense.
- Joseph Deiss, consejero federal, presidente de la asamblea de las Naciones Unidas.
- Andrzej Maria Deskur (1924–2011), cardenal.
- Matthias Erzberger (1875–1921), ministro de finanzas del Reich alemán.
- Christian Frei (* 1959), director de películas documentales.
- Oskar Freysinger, político suizo.
- Kurt Furgler (1924–2008), consejero federal.
- Clemens August Graf von Galen (1878–1946), cardenal alemán.
- Basil Hume (1923–1999), jefe de la conferencia episcopal de Inglaterra y Gales.
- Hans Hürlimann (1918–1994), consejero federal.
- Arnold Koller (* 1933), consejero federal.
- Giuseppe Lepori (1902–1968), consejero federal.
- Ruth Metzler-Arnold (* 1964), consejera federal.
- Nicolas Michel, secretario general adjunto de las Naciones Unidas.
- Charles Morerod, teólogo, obispo de la diócesis de Lausana, Ginebra y Friburgo.
- Giuseppe Motta (1871–1940), consejero federal.
- Jean-Marie Musy (1876–1952), consejero federal.
- Giorgio Orelli (1921-2013), escritor y profesor.
- Henri Rieben (1921–2006), economista, pionero europeo.
- Antonin Scalia (* 1936), juez de la Corte Suprema de Estados Unidos.
- Klaus Schwab (* 1938), fundador y presidente del WEF en Davos.
- W. G. Sebald (1944–2001), escritor.
- Simonetta Sommaruga, consejera federal.
- Ludwig von Moos (1910–1990), consejero federal.
- Chaim Weizmann (1874–1952), químico, primer presidente israelí.

## Doctores honoris causa

### Derecho
- 2014 Jean-Paul Costa
- 2013 Gilbert Kolly
- 2013 Ursula Müller-Biondi
- 2013 Navanethem Pillay
- 2013 Ulf Böge
- 2013 Roberto Saviano
- 2013 Ernst A. Kramer
- 2012 Nicolaas Steytler
- 2011 Karl-Heinz Ladeur
- 2010 Charles H. Gustafson
- 2009 Christian Joerges
- 2008 Willi Morger
- 2007 Jean Zermatten
- 2006 Vlad Constantinesco
- 2005 Wolfgang Schäuble
- 2004 Hans Wiprächtiger
- 2003 Margrith Bigler-Eggenberger
- 2002 Patrick Glenn
- 2001 Jean Pradel
- 2000 Georges A. Bergmann
- 1999 Philippe Malinvaud
- 1998 Olé Lando
- 1994 Werner Hauck
- 1991 Cyril Hegnauer
- 1989 Klaus Tiedemann
- 1987 Duri Prader

### Teología
- 2013 Theresia Hainthaler
- 2012 Giorgio Agamben
- 2011 Andrea Riccardi
- 2010 Dominik Duka
- 2009 Piero Marini
- 2008 Rotraud Wielandt
- 2007 Ulrich Luz
- 2006 Mario Botta
- 2005 Rüdiger Bubner
- 2005 Ivo Fürer
- 2004 Klaus Leisinger
- 2004 Dave Brubeck
- 2002 Norbert Mette
- 2002 Michel Sabbah
- 2001 Serge Henri Lancel
- 2000 Boris Bobrinskoy
- 2000 Angelus A. Häussling
- 1999 Klaus Demmer
- 1999 Desmond Tutu
- 1998 Gustavo Gutiérrez
- 1997 Liliane Juchli
- 1997 Julio Cabrera Ovalle
- 1995 Wim Wenders
- 1994 Raymond Tournay
- 1993 Franco Biffi
- 1988 Roman Bannwart
- 1988 Kurt Schubert
- 1988 Ursula Schubert-Just
- 1985 Max Thurian
- 1985 Anne Marie Hoechli-Zen Ruffinen
- 1984 Bernard Outtier
- 1981 Enrique Dussel
- 1981 Charles Lohr
- 1979 Pierre Bonnard
- 1979 Paul Huber
- 1978 Alois Haas
- 1977 Lukas Vischer
- 1977 Meinrad Hengartner
- 1974 Peter Brown
- 1971 Helder Pessoa Camara
- 1970 Johannes Beckmann
- 1970 Ferdinand Gehr
- 1967 Jean-Louis Leuba
- 1967 Hans Urs von Balthasar
- 1965 Yves Congar
- 1965 Joseph Ziegler
- 1961 Augustin Bea
- 1959 Otto Hophan
- 1957 Joseph Hasler
- 1952 Nestor Adam
- 1952 Johann Kraus
- 1949 Karl Fry
- 1946 François Charrière
- 1945 Eduard Wymann
- 1945 Angelo Jelmini
- 1944 Paul Renaudin
- 1942 Christian Caminada
- 1940 Filippo Bernardini
- 1939 Robert Maeder
- 1939 Joseph Meile
- 1936 John Timothy Mac Nicholas
- 1928 Albert Meyenberg
- 1920 Marius Besson
- 1900 Augustin Egger

### Ciencias económicas y sociales
- 2013 Dominique Biedermann
- 2011 Gebhard Kirchgässner
- 2010 Dominique de Werra
- 2009 Franz C. Palm
- 2008 Stefan Reichelstein
- 2007 Aaron Cicourel
- 2006 Willi Liebherr
- 2005 Felix Rosenberg
- 2005 Dominique Strauss-Kahn
- 2004 René L. Frey
- 2003 Geoffrey Harcourt
- 2003 Franz Marty
- 2002 Jean-Pierre Brans
- 1999 Wolfgang Eichhorn
- 1993 Heinrich Steinmann
- 1992 Bernard Schneider
- 1989 Serge-Christophe Kolm
- 1986 Lodovico Pasinetti
- 1985 Cornelio Sommaruga
- 1982 Wilhelm Hill
- 1982 Bernard Roy

### Letras
- 2013 Nago Humbert
- 2012 Giovanni Orelli
- 2011 Massimo Rocchi
- 2010 Roger de Weck
- 2009 Franz Hohler
- 2008 Joseph Jurt
- 2007 Hélène Ahrweiler
- 2006 Ruth Dreifuss
- 2004 Richard Shavelson
- 2004 Paul Grossrieder
- 2003 Brian W. Vickers
- 2002 Jürgen Baumert
- 2001 Robert Gernhardt
- 2001 Ernst Schubert
- 1996 Hans-Ulrich von Allmen
- 1996 Brigitte Degler-Spengler
- 1995 Martin Ostwald
- 1993 Juan Carlos I
- 1993 Bengt Nirje
- 1989 Walter Burkert
- 1989 Robert Spämann
- 1989 Mechtild Flury-Lemberg
- 1989 Hanno Helbling
- 1988 Ursula Lehr
- 1987 Alois Senti
- 1985 Franz Karl Stanzel

### Ciencias
- 2013 Peter Kocher
- 2012 Peter Suter
- 2011 Martin Gutzwiller
- 2009 Bertrand Piccard
- 2008 Urs Glutz von Blotzheim
- 2007 Anne-Marie Schönenberger
- 2006 Mario Slongo
- 2004 Nicholas J. Turro
- 2002 Urs Hochstrasser
- 1999 Jürg Willi
- 1998 Pierre Ecoffey
- 1997 Stefan Hüfner
- 1997 Guido Zäch
- 1993 Zbigniew Grabowski
- 1993 Rudolf Zahradnik
- 1992 Georg Mueller
- 1989 Warren M. Hirsch
- 1989 Vincenzo Balzani
- 1987 Konrad Akert
- 1985 Ernst Schumacher
- 1978 Jean-Pierre Blaser
- 1977 Max L. Birnstiel
- 1966 Albert Eschenmoser